# Бухта Омельченка
Бухта Омельченка — бухта на березі Оутса північному узбережжі Землі Вікторії в Східній Антарктиді, названа на честь першого українського дослідника Антарктиди Антона Омельченка, члена Британської національної антарктичної експедиції 1910—1913 років.
Бухта відкрита 1958 року Радянською Антарктичною експедицією. Її додано у газетир SCAR «Composite Gazetteer of Antarctica» у 2010 році.